# 妖精

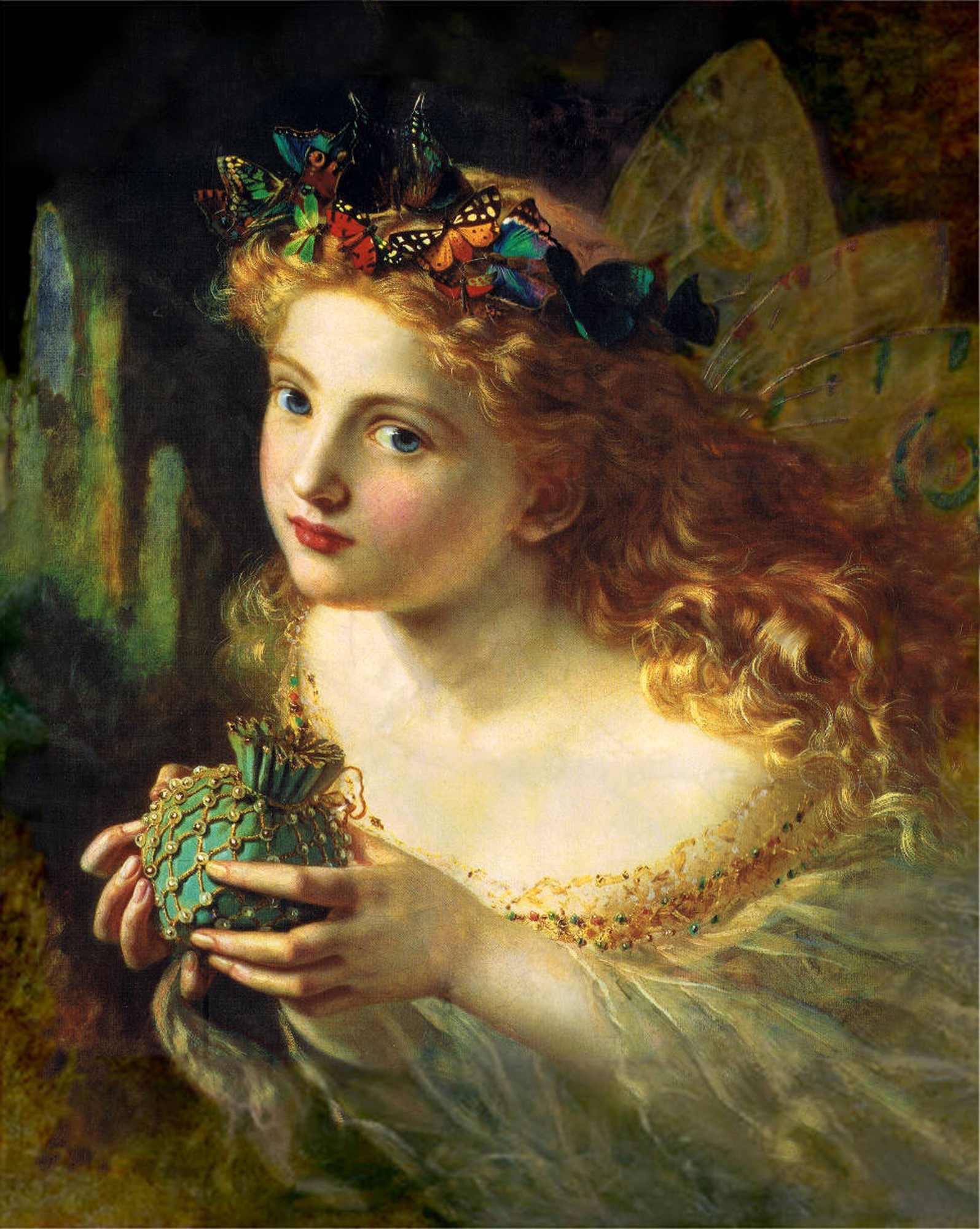
『妖精』ソフィー・アンダーソン画

妖精（ようせい、英語: fairy、faery、フランス語: fée）は、神話や伝説に登場する超自然的な存在、人間と神の中間的な存在の総称。人とも神とも違う性格と行動は、しばしば気まぐれと形容される。

## 概要
狭義ではイングランド、スコットランド、ウェールズ、アイルランド、ノルマンディー等の神話や伝承の精霊や超常的な存在を指し、広義には他の国・地方・民族の同様の存在、例えばゲルマン神話のエルフ、メソポタミア地域のリリス、インド及び東南アジアのナーガ等を含む。日本ではこびと、妖怪、竜（西洋のドラゴンやワーム）、仙女、魔女等も含まれるとされる。
人間に好意的なもの、妻や夫として振る舞うもの、人に悪戯したり騙したり、命を奪おうとするもの、障害として立ちはだかるもの、運命を告げるものなど、様々な伝承がある。コティングリー妖精事件の後は、絵画や文学の作品中で羽をもつ非常に小さな人型の姿で登場することが多い。世界中の様々な神話や伝承に共通する面が見られるのと同様に、同様の妖精が類型として様々な名前や姿形で異なる地方、民族の伝承にあらわれる。
英語のフェアリー（fairy）の語源は古代ローマに遡る。古代ギリシアの教養がローマに浸透しローマ神話が創成された時代に、人の出生に立ち会い運命を定めるモイラの三女神に対応するパルカの三女神が創造された。パルカは詩人などの知識人には受容されたが、民間には運命の定めを表すファートゥム（Fatum）の概念だけが受容された。運命の定めは民間で擬人化され、アウグストゥスの時代に改めてファータ（Fata）の三女神として再創造され、ルーマニアを除いた各地のロマンス族にファータ信仰が広がり、土着の宗教観念や妖怪伝承と混交した。
妖精の起源には様々なものが考えられ、被征服民族の民族的記憶、異教の神や土着の神が神格を剥奪されたもの、社会的に差別・追放された人々を説明するための表現、躾のための脅しや芸術作品の中の創作、などが挙げられる。小さい姿に描かれたり、遠い場所に行ってしまうといった話は、意識の中で小さくなってしまった存在であるということを表している。神格剥奪のプロセスにおいては、ユダヤ〜キリスト教における天使、堕天使（いわゆる悪魔）、イスラム教におけるジンの由来と同様のものもあろう。
ケルト族の神話や伝説には多種多様な数多くの妖精が登場する。ドワーフ、レプラコーン、ゴブリン、メネフネなど他の伝承の生き物と同様に、小人と呼ばれることもある。アイルランドではシー（sidhe）、スコットランドではディナ・シー（daoine sith）として知られている。
人の姿をしたもの、同じ呼び名をもつものでも、その身長については様々な言い伝えがある。昔から伝わる妖精は人間と同じかもしくは人間より背が高いとされている。ブリトン族の人々は、妖精は冷たい鉄が苦手であると信じていた。歴史家や神話の研究者は、この迷信の存在から、ケルト族がやってくる前にグレートブリテン島に住んでいた人々の民間伝承が妖精の起源であると推測している。これらの人々の武器は石で作ったものだけであり、鉄の武器をもつケルト族の方が軍事的に優位に立った。
人の姿を取らない妖精も少なくない。旅人を惑わすウィルオウィスプは日本でいう鬼火、人魂である。家畜や身近な動物の姿の妖精も多い。猫は妖精的な生き物とされ、魔女の使い魔、魔女の集会に集まると考えられたり、そのものが妖精ケット・シーとされる。犬もアーサー・コナン・ドイルの『バスカヴィル家の犬』やJ・K・ローリングのハリー・ポッターシリーズに見られるように、墓守あるいは死に結びつけられる黒妖犬として登場する。馬の激しい気性は、御しがたい川の激流に結びつけられ川馬ケルピーや人を乗せて死ぬまで走る夜の白馬などとして登場する。
今日は、妖精は人間に好意的で優しい性格の生物とされることも多いが、歴史的には必ずしもそうではない。例えば妖精が人間の子供をさらって代わりに彼らの子供を置いていくという取り替え子（チェンジリング）の迷信は中世では広く伝わっていた。このモチーフは吟遊詩人のトーマス・ザ・ライマーやタム・リンの歌の中に現れている。ウィリアム・シェイクスピアの『真夏の夜の夢』ではチェンジリングでさらってきた子をめぐってオーベロンとタイターニアが仲たがいをする。
「ヨーロッパの神話伝承やフォークロアに詳しい中世フランス文学の専門家」フィリップ・ヴァルテールは、神話群においてみられる女神の住処としての機織り場、そこで紡がれる（織られる）糸によって人間の運命が左右される、というモチーフは、「ケルトの妖精、ギリシアのニンフ、日本の女神を結びつける」と論じている。

## 作品中の妖精
アーサー王と円卓の騎士にまつわる伝承には、現在想像される妖精とは印象が異なるが、数多くの妖精が登場する。アーサー・ペンドラゴンにエクスカリバーを渡した湖の女性の腕、赤子のランスロット卿を養育した湖の婦人は、湖の妖精である。魔女モルガン・ル・フェイのフェイ（フェ）は、フェアリーのことである。ガウェイン卿と緑の騎士に登場する緑の騎士の不死の力は、植物の勢いや再生力に結びつけられ、パックなど緑衣をまとう多くの妖精と同じく、森林信仰に起源があるとされる。
ウィリアム・シェイクスピアの作品『真夏の夜の夢』では妖精がテーマとして扱われている。作中では、いたずら好きな妖精のパック（プーカ）が、妖精の王オーベロンに命令され、オーベロンの妻タイターニアに目を開けて最初に見た人と恋に落ちるという魔法をかけた。さらにパックは彼女が最初に見るであろう人間をロバの頭をもつ姿に変えている。
ウィリアム・S・ギルバートも妖精が好きで、彼らをテーマにしたいくつかの戯曲を書いている。ギルバートとアーサー・サリヴァンによるオペレッタの傑作の一つ『イオランテ』では、フェアリーと貴族たちの間のもめごとやフェアリーと人間の結婚や異種交配についてユーモラスに描かれている。
ヴィクトリア朝時代の画家リチャード・ダッドは邪悪で悪意をもつものとして妖精を描いたが、当時の人々はコティングリーで撮られた妖精の写真に強く影響を受けた。
人間にとって恐るべき妖精を好んで描いた小説家にアーサー・マッケンがいる。『黒い封印の話（Novel of Black Seal）』、『白魔（The White People）』、『小人について（The Little People）』では明示的に小人族の恐怖が扱われている。また『赤い手（The Red Hand）』や『黒い封印の話』と一部の舞台を同じくする『パンの大神（The Great God Pan）』にも人類ではない人間についての仄めかしがある。
妖精は、キリスト教社会においては排除あるいは忘れ去られた崇拝や畏怖の対象であることが多く、そのため同様に扱われた魔法使い、魔女の物語には頻繁に登場する。

## 絵に描かれた妖精

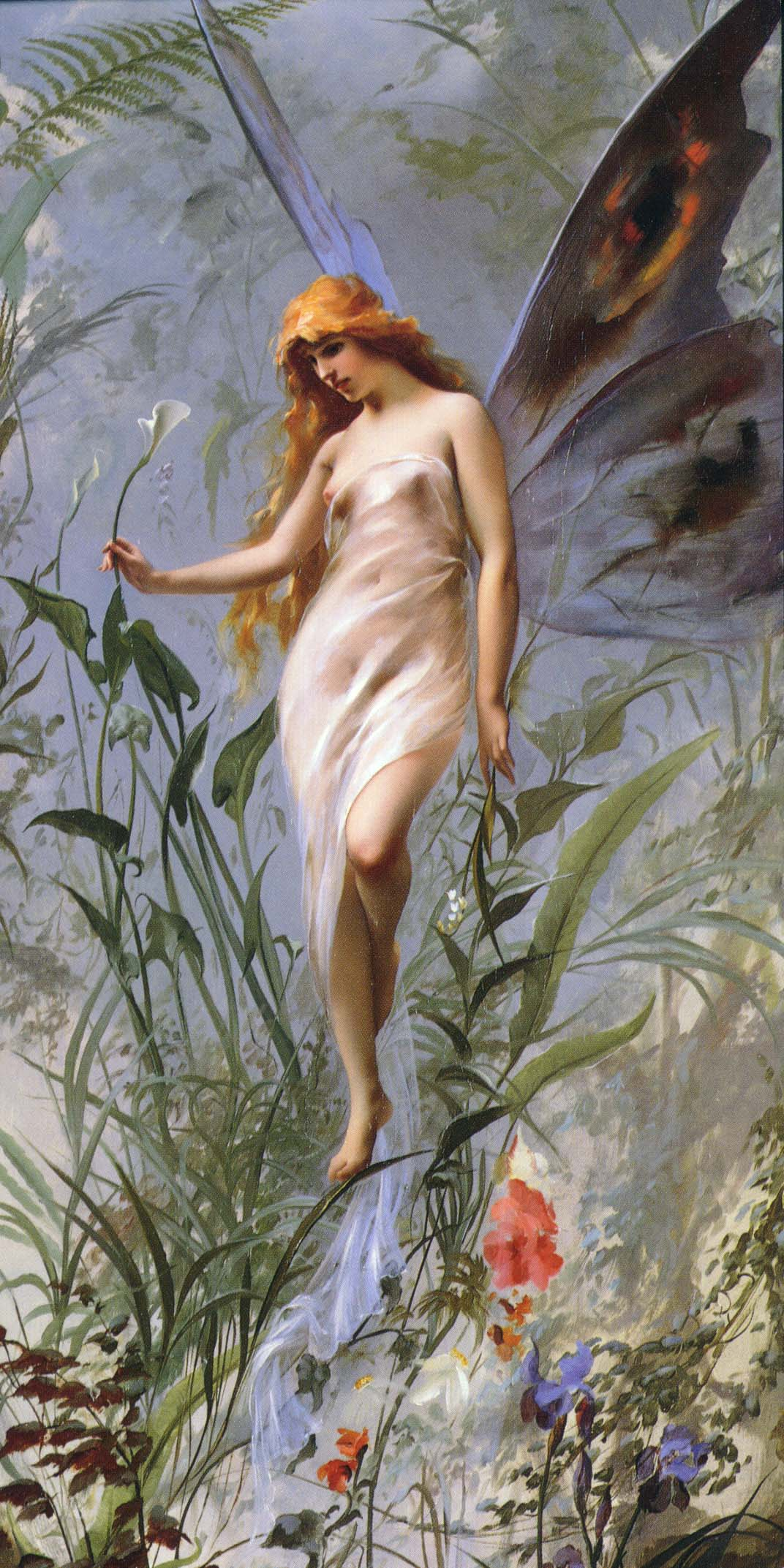
『Lily Fairy』,ルイス・リカルド・ファレーロ画, 1888年

妖精の絵は古くからあったが、アイルランドの伝説・神話に基づく絵と、ウィリアム・シェイクスピアの『真夏の夜の夢』に出てくる妖精王オーベロンと女王ティターニアの絵などが代表的なものであった。19世紀には多くの妖精画を描く画家が輩出した。
妖精の研究家としても知られる作家アーサー・コナン・ドイルの伯父リチャード・ドイル、ガートルード・トムソン、アーサー・ラッカムなどが、妖精画で著名である。それらの妖精画は、神秘さと美しさ、不気味さとグロテスクさが伴っていた。多くの妖精は背中に半透明な羽根が生えた姿で描かれていた。ゴブリンやドワーフなどは、その不気味さが強調されてもいた。絵本作家として有名なケイト・グリーナウェイも妖精画を描いた。『ハリー・ポッターと秘密の部屋』では庭小人という庭の害虫（英原書では Gnome ノーム）として登場する。
妖精画の伝統のなかにあって、20世紀初頭のシシリー・メアリー・バーカーの「花の妖精」は、独特な位置を占めている。バーカーの花の妖精には、神秘性や伝説的な不気味さなどはなく、ロマンティックで愛らしい子供や少年・少女の姿になっている。20世紀にはバーカー以外にも、また多数の妖精画家が出現した。リーン・ポールトフリート、アラン・リー、ジョン・ギルバートなどが知られる。